# Алиев, Мирза Алиевич
Мирза Алиевич Алиев (28 марта 1945 — 19 февраля 2017) — советский и российский организатор кинопроизводства, специалист в области кинотехнологий. Заслуженный работник культуры РФ (1996). Член Союза кинематографистов России и правления Союза кинематографистов Санкт-Петербурга.

## Биография
Родился в 1945 году в Баку.
В 1958—1963 годах Мирза работал в фотоателье у знаменитого в те годы  в азербайджанской столице фотографа Наума Гольдштейна.
После демобилизации из армии Мирза год выступал за футбольную команду мастеров «Араз» из Нахичевани. В 1973 году окончил Ленинградский институт киноинженеров, затем преподавал в Ленинградском кинотехникуме. В 1981 году снялся в эпизоде советского фильма «Тайна синих гор».
С 1987 года до конца 90-х работал заместителем генерального директора и главным инженером «Леноблкиновидео». С 2000 года занимал пост генерального директора Государственного производственного киновидеопредприятия Ленинградской области. С 2007 года также был советником ректора Санкт-Петербургского университета кино и телевидения. Участвовал в международных кинофестивалей в Берлине, Каннах, Венеции, Лос-Анджелесе, Лас-Вегасе, Лондоне, Милане, Барселоне, а также ММКФ и «Кинотавра». Один из организаторов кинофестивалей «Литература и кино» (Гатчина) и «Окно в Европу» (Выборг). Состоял в отборочном комитете МКФ «Золотой минбар». Член жюри Международного кинофорума социальных фильмов «Время жить» и Международного кинофестиваля «Ноев ковчег». Выступал в качестве эксперта.
В 1995 году отмечен Почётной грамотой Правительства Ленинградской области.
Являлся соавтором учебника «Кинотеатры и видеозалы» и автором профессиональных статей в ведущих изданиях страны.
В свободное время увлекался футболом, искусством, кулинарией.
Ушёл из жизни зимой 2017 года в Санкт-Петербурге от онкологического заболевания. Похоронен в Баку.

## Мнения
Журналист «МК в Питере» Татьяна Бурдицкая отмечала, что при непосредственном участии Алиева в Санкт-Петербурге и Ленинградской области были построены и модернизированы несколько кинотеатров, налажен современный прокат фильмов. По словам киноведа и кинодистрибьютора  Анастасии Старченковой, Мирза Алиев являлся для многих в индустрии наставником, воспитав не одно поколение кинодеятелей.